# 伊麗莎白·斯旺
伊麗莎白·斯旺（英語：Elizabeth Swann）是《加勒比海盗系列电影》中的虛構人物，由姬拉·麗莉飾演，在《加勒比海盗：黑珍珠号的诅咒》（2003年）、《加勒比海盗2：聚魂棺》（2006年）、《加勒比海盗3：世界的尽头》（2007年）及《加勒比海盗5：死无对证》（2017年）中均有登場。
電影裡，她本來是英國總督的女兒，後來因故成為了女海盜。

## 角色生平

### 鬼盜船魔咒
伊麗莎白·斯旺是該電影中第一個出場的角色。她是父親威瑟比·斯旺的獨生女兒，當她還是個小女孩的時後，威瑟比·斯旺剛就任英屬羅亞爾港總督，伊麗莎白便隨著父親自英國前往羅亞爾港赴任，途中救下了男孩威爾·杜納。八年後，已達到適婚年齡的伊麗莎白長得美貌出眾，而引來當地准將詹姆斯·倪靈頓的追求，但她本人暗中更喜歡青梅竹馬的鐵匠威爾·杜納。
一天夜裡，哈克特·巴博沙船長領導的海盜入侵了羅亞爾港，伊麗莎白·斯旺因她所持有的阿茲特克金幣而被海盜綁架走，她發現這幫海盜因受到詛咒而成為鬼魂，而巴博沙是想利用她的血來讓海盜們解除詛咒。威爾·杜納聯同傑克·史派羅船長前來營救伊麗莎白，一起成功破除詛咒，殺死了巴博沙。
但傑克·史派羅因身分是海盜而即將要被倪靈頓吊死，伊麗莎白和威爾則一起協助讓傑克逃走；片尾兩人擁吻。

### 聚魂棺
在伊麗莎白和威爾的婚禮上，東印度公司的庫勒特·貝克特勛爵來到，以協助海盜逃跑的罪名將兩人拘捕。隨後伊麗莎白在父親斯旺總督的幫助下逃跑，女扮男裝混入一艘商船上，最終在土圖加港與傑克·史派羅船長等一眾海盜會合，出航去尋找藏有戴維·瓊斯心臟的箱子。之後他們遭到戴維·瓊斯派出的大海怪所襲擊，伊麗莎白私自決意將海怪的目標——傑克船長鎖在黑珍珠號上，自己和威爾及其他船員棄船而逃。
片尾伊麗莎白和其他人找到巫毒女祭司蒂婭·達爾瑪，並一同在復活的巴博沙船長領導下，出發去拯救被關在世界盡頭的傑克·史派羅。

### 世界的盡頭
伊麗莎白和巴博沙前往新加坡找到海盜王嘯風船長，試圖向他索取通往世界盡頭的航海圖，這時由伊恩·莫瑟帶領的一隊東印度公司軍隊前來襲擊了現場，威爾與嘯風交換條件取得航海圖，和伊麗莎白等人一同乘亂逃離，依照航海圖成功抵達世界盡頭救出傑克·史派羅。在該處伊麗莎白見到父親的鬼魂，得知他已被貝克特暗中謀殺。
在回到現實世界後，作為交換條件，被誤以為是卡呂普索女神化身的伊麗莎白被交給嘯風船長；受東印度公司控制的戴維·瓊斯襲擊嘯風的船隻皇后號，嘯風被殺，臨死前他讓伊麗莎白繼承他的海盜王位置。伊麗莎白被戴維·瓊斯的手下關押在飛翔的荷蘭人號的監牢內，但詹姆斯·倪靈頓准將犧牲了自己的生命，讓伊麗莎白和其他嘯風的部下得以逃走。
伊麗莎白隨即以海盜王身分出席了第二次海盜王大會，傑克·史派羅投給她關鍵一票使其成為海盜王領主，於是伊麗莎白便命令所有海盜一同聯合起來抗擊東印度公司的船隊。在與敵方談判時，她當場揭發了貝克特謀殺斯旺總督的惡行，並表示海盜們將會戰鬥到底，戰前她對所有的海盜發表演說，激勵士氣。在激烈的戰役上，威爾向伊麗莎白求婚，並稱這是他們結婚的唯一機會，巴博沙船長為這對情侶證婚。隨後伊麗莎白來到飛翔荷蘭人號上親自與戴維·瓊斯決鬥，卻被其打敗。威爾刺入了戴維·瓊斯的心臟使其死亡，自己被迫挖出心臟、成為新一任的飛翔荷蘭人號船長，對東印度公司的船隊進行反攻。戰後，伊麗莎白在與威爾擁吻後，目送他的飛翔荷蘭人號消失在遠方地平線上。

### 死無對證
多年後，伊麗莎白及她的兒子亨利跟每隔十年才能上岸的威爾·杜納會面，而年幼的亨利發誓要打破詛咒、讓父母能夠永遠再一起。在亨利成年後果真和傑克船長及女天文學家卡芮娜一同找到了傳說中海神波塞冬的三叉戟，亨利打破了三叉戟，使海洋上一切詛咒都隨之消除；伊麗莎白也能跟威爾再度團聚。
在結局後的一個場景中，伊麗莎白睡在威爾旁邊，然而一個類似戴維·瓊斯的身影進入了房間，並在地板上留下了水和藤壺的痕跡……

## 構想與發展
電影編劇泰德·艾略特在受訪時表示伊麗莎白·斯旺是神鬼奇航系列總體故事的主角，這一直都是她的故事。而演員綺拉·奈特莉在受訪時形容，斯旺就像是「一個21世紀的女孩被困在18世紀時的世界裡頭那樣」；雖然奈特莉很欣賞她的角色，但她對於斯旺在《神鬼奇航：鬼盜船魔咒》整部電影中沒有一把劍而感到失望「不，我沒有一把劍。 我為此感到非常生氣…我每天都問我可以問的任何人我能否擁有一把劍，但我最終並沒有」。在續集《神鬼奇航2：加勒比海盜》中特別為她增加了許多劍擊決鬥的場面。
最初伊麗莎白·斯旺並未出現在《神鬼奇航：死無對證》電影的原始劇本中，直到主要攝影過後的14或15個月左右，才在倫敦拍攝了她的場景。

## 外部連結
- 伊麗莎白·斯旺 （页面存档备份，存于）在神鬼奇航維基上的資料（英文）